# Jorge Eugenio Rodríguez Álvarez
Jorge Eugenio Rodríguez Álvarez (Cee, 15 d'agost de 1980) és un futbolista gallec, que ocupa la posició de migcampista.

## Trajectòria
Es va formar al planter del Celta de Vigo. Jugaria un partit a primera divisió, a la temporada 02/03, tot disputant els 90 minuts. És l'únic partit en la màxima categoria en la seua carrera, mentre que suma altres 12 partits a Segona Divisió: un amb el Celta la temporada 04/05 i 11 amb el Racing de Ferrol a la temporada següent, tot marcant dos gols.
Posteriorment, la seua trajectòria ha prosseguit per equips de Segona B: UD Mérida, CD Ourense, Zamora CF, Pontevedra CF, Reial Oviedo, Real Avilés i SD Compostela.